# Pseudobaeospora celluloderma
Pseudobaeospora celluloderma är en svampart som beskrevs av Bas 2002. Enligt Catalogue of Life ingår Pseudobaeospora celluloderma i släktet Pseudobaeospora,  och familjen Tricholomataceae, men enligt Dyntaxa är tillhörigheten istället släktet Pseudobaeospora,  och familjen Squamanitaceae. Artens status i Sverige är: Ej påträffad. Inga underarter finns listade i Catalogue of Life.